# Eiphosoma macrum
Eiphosoma macrum là một loài tò vò trong họ Ichneumonidae.